# Nematocentropus omeiensis
Nematocentropus omeiensis là một loài bướm đêm thuộc họ Neopseustidae. Nó được Hwang miêu tả năm 1965. Nó được tìm thấy ở Mount Omei in tỉnh Tứ Xuyên của Trung Quốc.